# Torsió ovàrica
La torsió ovàrica, anomenada també anexial, fa referència a la rotació de l'ovari sobre el lligament que l'aguanta. Això, provoca una disminució de la irrigació sanguínia i comporta la simptomatologia associada. La seva inespecificitat en la simptomatologia fa que el seu diagnòstic sigui difícil.

## Epidemiologia
La torsió ovàrica és freqüent en dones joves però es pot produir a totes les edats. Aproximadament, el 70% dels casos es diagnostiquen en dones de menys de 30 anys. Cal destacar un increment de la incidència en dones embarassades, aproximadament un 20% dels casos. És una de les emergències ginecològiques que requereixen atenció immediata.
La torsió ovárica dreta és la més comuna i normalment és unilateral.

## Etiologia
La torsió ovàrica pot ser provocada per diferents causes. Embaràs ectòpic, hiperestimulació ovárica en cas d'In Vitro, anomalies congènites, canvis fisiològics dels ovaris, fibromes, traumes a un o als dos ovaris, entre d'altres.

## Simptomatologia
Els signes i síptomes associats a la torsió ovárica són variables depenent del grau de torsió. El 70% de les dones presenten nàusees i vòmits. A més a més, poden aparèixer febre, dolor a zona abdominal baixa, entre d'altres. El dolor sol ser semblant a un còlic.

## Factors de risc
Hi ha tota una sèrie de factors que poden incrementar la possibilitat de desencadenar una torsió ovàrica. Alguns d'ells són: torsió anexial, quist superior a 5 cm, estimulació dels ovaris in vitro, entre d'altres.

## Diagnòstic
El diagnòstic d'aquesta patologia és difícil de fer. Tot i així, la clínica, és a dir, el dolor d'inici sobtat i sever, i amb proves complementàries com ecografia o tomografia axial computeritzada. En les dones embarassades sol ser més freqüent i també es realitza una prova d'embaràs si se'n desconeix.

## Diagnòstic diferencial
El difícil diagnòstic de la torsió ovàrica pot afavorir els diagnòstics diferencials. Alguns d'ells poden ser: edema ovàric, abscés tuboovàric, embaràs ectòpic, torsió de mioma subseròs, quist fol·licular hemorràgic, entre d'altres.

## Pronòstic
Si el diagnòstic es ràpid i es tractada correctament aquest és positiu i no hi ha seqüeles. Si tot el procés és més lent es pot produir la necrosi de l'ovari, és a dir, la mort cel·lular. A més a més, també poden aparèixer problemas de fertilitat.